# Climax (Georgia)
Climax es una ciudad situada en el Condado de Decatur (Georgia). En el censo del año 2000, la ciudad tenía una población de 297 habitantes.

## Geografía
Climax está situada a 30°52'38" Norte, 84°25'55" Oeste (30.877194, -84.431975).
Según la Oficina del Censo de los Estados Unidos, la ciudad tiene un área total de 2.0 km² (0.8 mi²). 2.0 km² (0.8 mi²) de su superficie es tierra y nada del mismo se encuentra cubierto por agua.

## Demografía
Según el censo de 2000, tiene 297 habitantes, 116 casas, y 78 familias residiendo en la ciudad. La densidad de población es de 145.2/km² (375.7/mi²). Hay 134 unidades habitables de una media de 65.5/km² (169.5/mi²). La proporción racial de la ciudad es de 56.90% blanca, 41.08% afrodescendiente, 0.34% nativo americano, 0.34% de otras razas, y 1.35% de dos o más razas. El 3.37% de la población es hispana o latina.
Hay 116 casas, de las cuales en el 31.0% hay niños de menos de 18 años viviendo, 50.0% son parejas casadas, 13.8% tienen una mujer sin marido presente y el 31.9% no son familias. 31.0% de todas las casas están formadas por individuos y el 18.1% tiene a alguien viviendo solo de 65 años o más. El tamaño medio de familia es de 3.27 y 2.56 por casa.
En la ciudad la población está dividida en un 30.0% de menos de 18 años, 8.4% de 18 a 24, 22.6% de 25 a 44, 21.9% de 45 a 64, y 17.2% de 65 años o más. La edad media es de 35 años. Hay 85.6 hombres por cada 100 mujeres. Por cada 100 mujeres de más de 18 años hay 80.9 hombres.
Los ingresos medios por casa es de 26,250$, y por familia de 33,250$. Los hombres tienen unos ingresos medios de 30.000$ frente a 17.083$ par alas mujeres. La renta per cápita de la ciudad es de 11.666$. El 9.8% de la población y el 9.6% de las familias están por debajo del umbral de la pobreza. De la población total, el 13.2% de los menores de 18 años y el 6.8% de los mayores de 65 años están viviendo bajo el umbral de la pobreza.

## Festival de los cerdos
EL festival anual de Climax se desarrolla el primer sábado tras el día de acción de gracias. Acuden aproximo lacón inferior de 300. Los acontecimientos y competiciones incluyen al cerdo mejor vestido, el desenvainado de grano, la llamada del cerdo, el comer chitterlings, la carrera de cerdo, la fabricación de jarabe, gateo de bebé, y la gran persecución de cerdo engrasado.